# إنوس طومسون ثروب
إنوس طومسون ثروب (بالإنجليزية: Enos Thompson Throop)‏‏ (21 أغسطس 1748 - 1 نوفمبر 1874) هو محامي وسياسي ودبلوماسي أمريكي والمحافظ التاسع لولاية نيوريورك من العام 1829 حتى 1832. درس القانون في ألباني وزامل مارتن فان بيورين وقت دراستهم.